# Красноиншино
Красноиншино — деревня в Можайском районе Московской области в составе сельского поселения Бородинское. Численность постоянного населения по Всероссийской переписи 2010 года — 14 человек. До 2006 года Красноиншино входило в состав Бородинского сельского округа.
Деревня расположена в северо-западной части района, примерно в 16 км к северо-западу от Можайска, на берегах реки Воинка (левый приток Колочи), высота центра над уровнем моря 210 м. Ближайшие населённые пункты — Левашово на востоке и Романцево на юге.